# Památné stromy v České Lípě

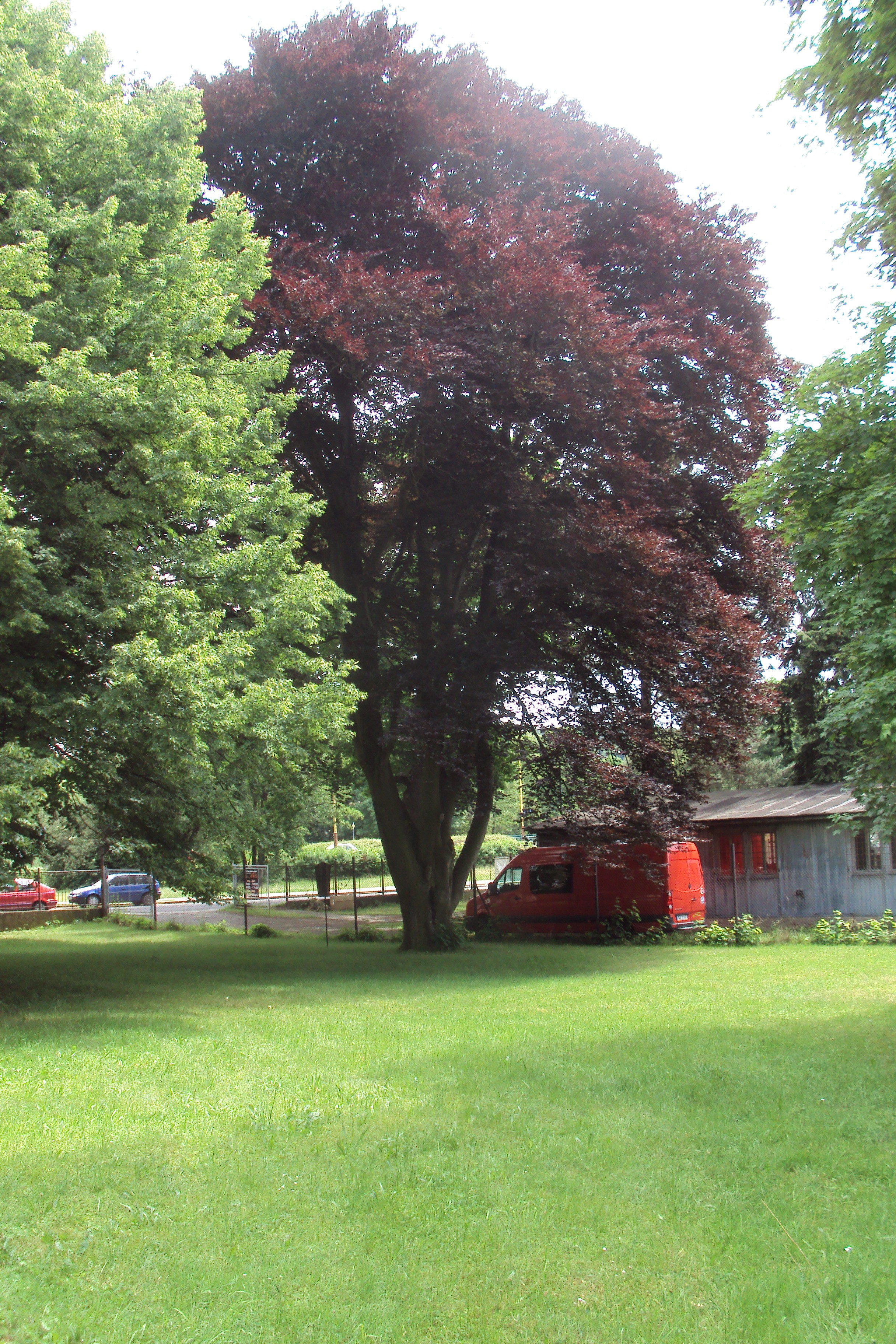
Lesní buk v parčíku u Moskevské ulice

Památné stromy ve městě Česká Lípa jsou vybranou skupinou stromů, zahrnutou do seznamů Agentury ochrany přírody a krajiny ČR. Všechny jsou na katastrálním území České Lípy. 

## Památné stromy Českolipska
Památné stromy jsou chráněné státem, příslušným způsobem označené a registrované. Systemizace je prováděna podle zákona č. 114/1992 Sb., o ochraně přírody a krajiny. Na území okresu Česká Lípa bylo koncem roku 2010 registrováno 76 chráněných stromů a alejí.

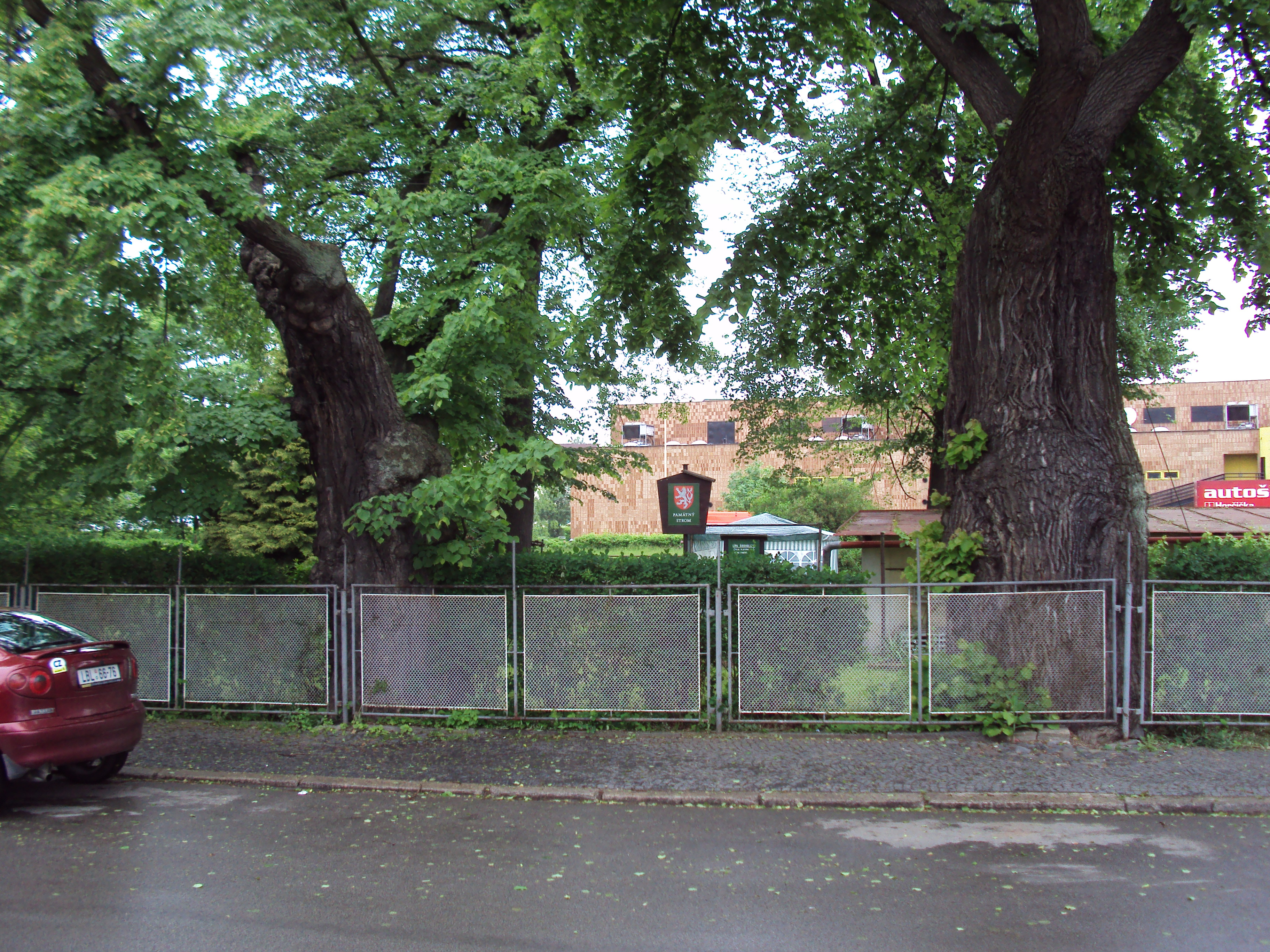
Foto lip u fary z protějšího chodníku

## Památné stromy v České Lípě
V roce 2010 evidoval jak AOPK ČR, tak Odbor životního prostředí Městského úřadu v České Lípě (nám. T.G.Masaryka, budova F) 11 památkově chráněných stromů, některé z nich jsou ve skupině. Další dva byly po jejich likvidaci z evidencí vyškrtnuty. Všechny stromy jsou označeny příslušným symbolem a je u nich informativní cedulka. 

### Lípa širokolistá
Jedná se o dvě lípy širokolisté (Tilia platyphyllos) ve stáří zhruba 500 let. Obě jsou uvnitř oplocení objektu fary a kostela sv. Maří Magdaleny, v bezprostřední blízkosti chodníku na Smetanově nábřeží. Mezi chráněné stromy byla zařazena v roce 1995, v evidenci AOPK jsou vedeny pod číslem 102 210 od 8. října 1994. Ochranné pásmo je stanovené na 12 metrů. Podle pověstí vznikly v době založení města a daly mu své jméno. V šedesátých letech 20. století byly jejich dutiny vyzděny, o 30 let později došlo k prořezání korun a odbornému ošetření obou stromů. 

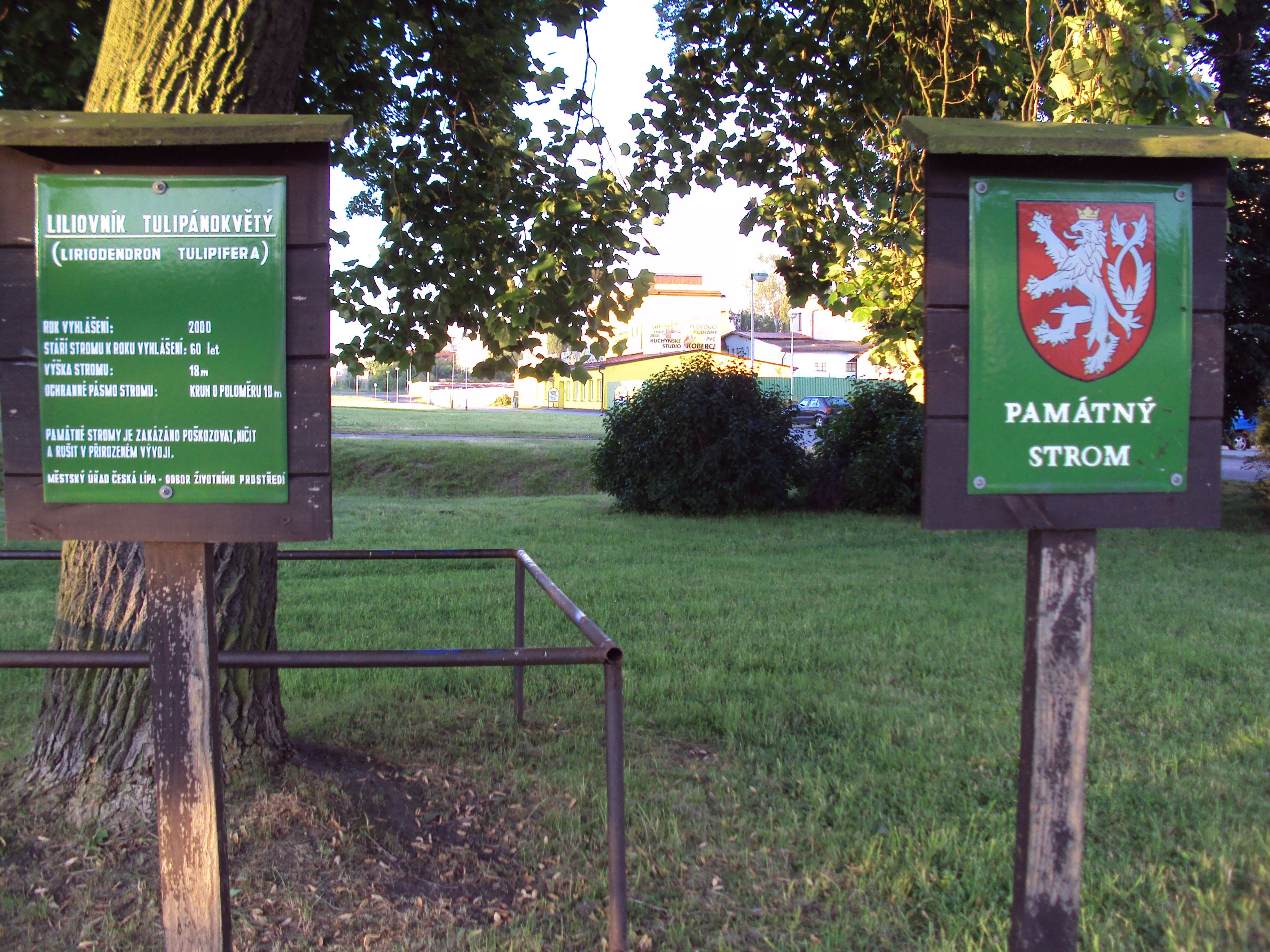
Označení liliovníku v České Lípě

### Liliovník
Na malé travnaté ploše poblíž budovy České spořitelny, tělocvičny TJ Lokomotiva a na dohled prodejny Kauflandu je řada vzrostlých stromů, z nichž jeden je ohrazen nízkých plůtkem a označen tabulkami jako památný strom. Jedná se o dříve 11 metrů vysoký liliovník tulipánovitý (Liriodendron tulifera), mezi chráněné stromy zařazen v roce 2000, má určeno ochranné pásmo 12 metrů. Původně byl vysazen do již zrušené soukromé zahrady. V evidenci AOPK je od 17. června 2000 pod číslem 102 177. V září 2011 při bouřce ztratil větší část své koruny.

### Topol černý
Zařazen do seznamu AOPK 17. února 2006 s číslem 104 690, roste na sídlišti Sever, v Severní ulici

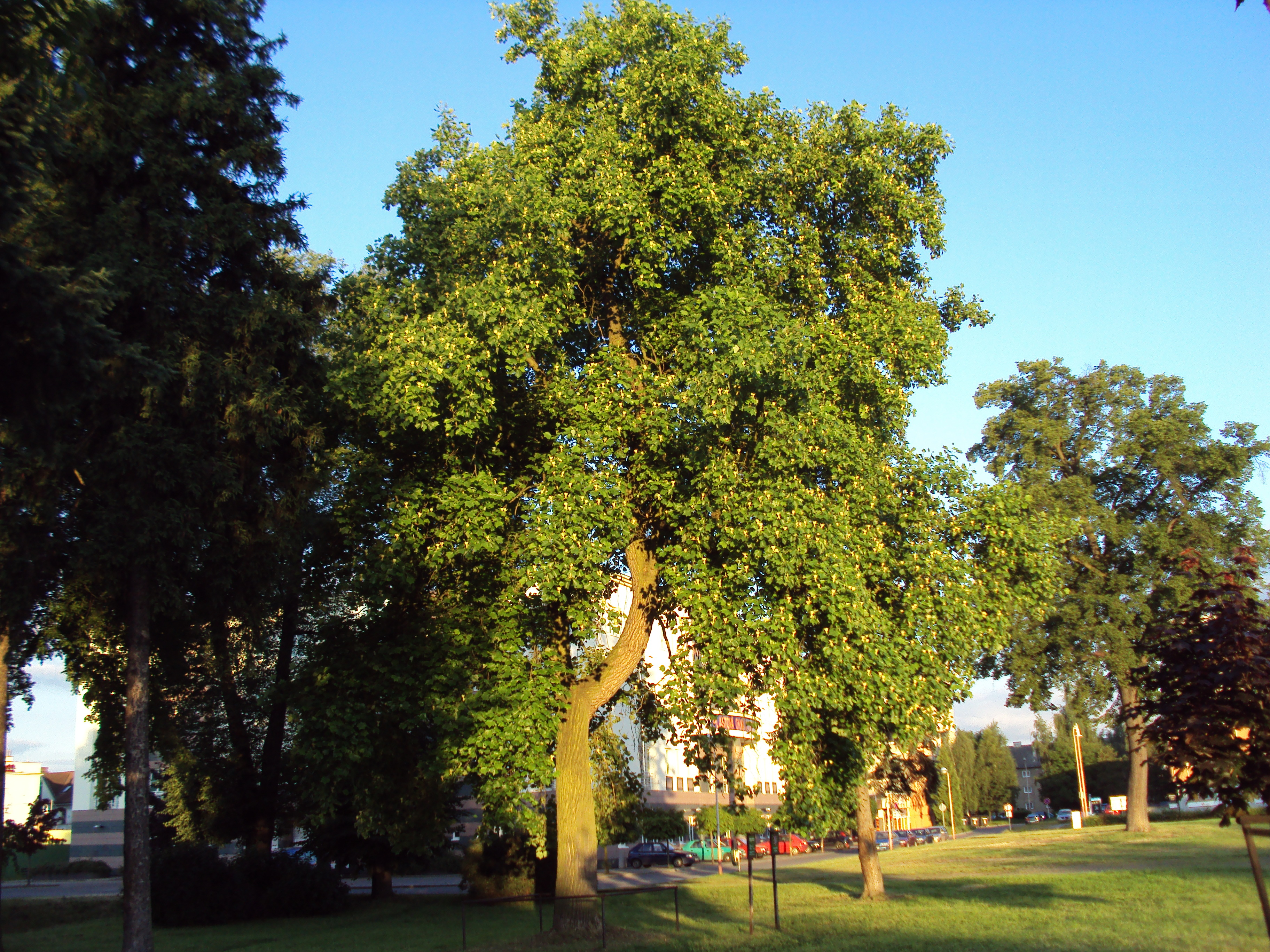
Liliovník v České Lípě poblíž Kauflandu před bouřkou 2011

### Buk lesní
Zařazen do seznamu 16. února 2006 (č. 104 688), roste v parčíku u ulic Moskevská a U kartounky nedaleko městské nemocnice. Jedná se o červenou odrůdu lesního buku (Fagus sylvatica).

### Lípa Svobody
Zařazena do soupisu 3. ledna 2003 pod číslem 102 167. Jedná se o lípu srdčitou vysazenou v rámci oslav osvobození města roku 1947. Byl k ní později instalován pomníček s věnováním k roku 1945. Lípa je severně od železniční zastávky Střelnice, na kruhové křižovatce silnic Železničářská, Českokamenická a Slovanka. U lípy se dodnes konávají pietní akty.

### Jilmy u hradu
Před branou a mostem do vodního hradu Lipý a poblíž Červeného domu roste skupina čtyř jilmů, zařazených v evidenci AOPK od 5. května 2009 s číslem 105 429. Obvod kmenů je 175–390 cm, výška 18–25 metrů, stáří 70–140 let. Jedná se o kultivary jilmu vaz a habrolistého (Ulmus laeus x Ulmus carpinifolia).

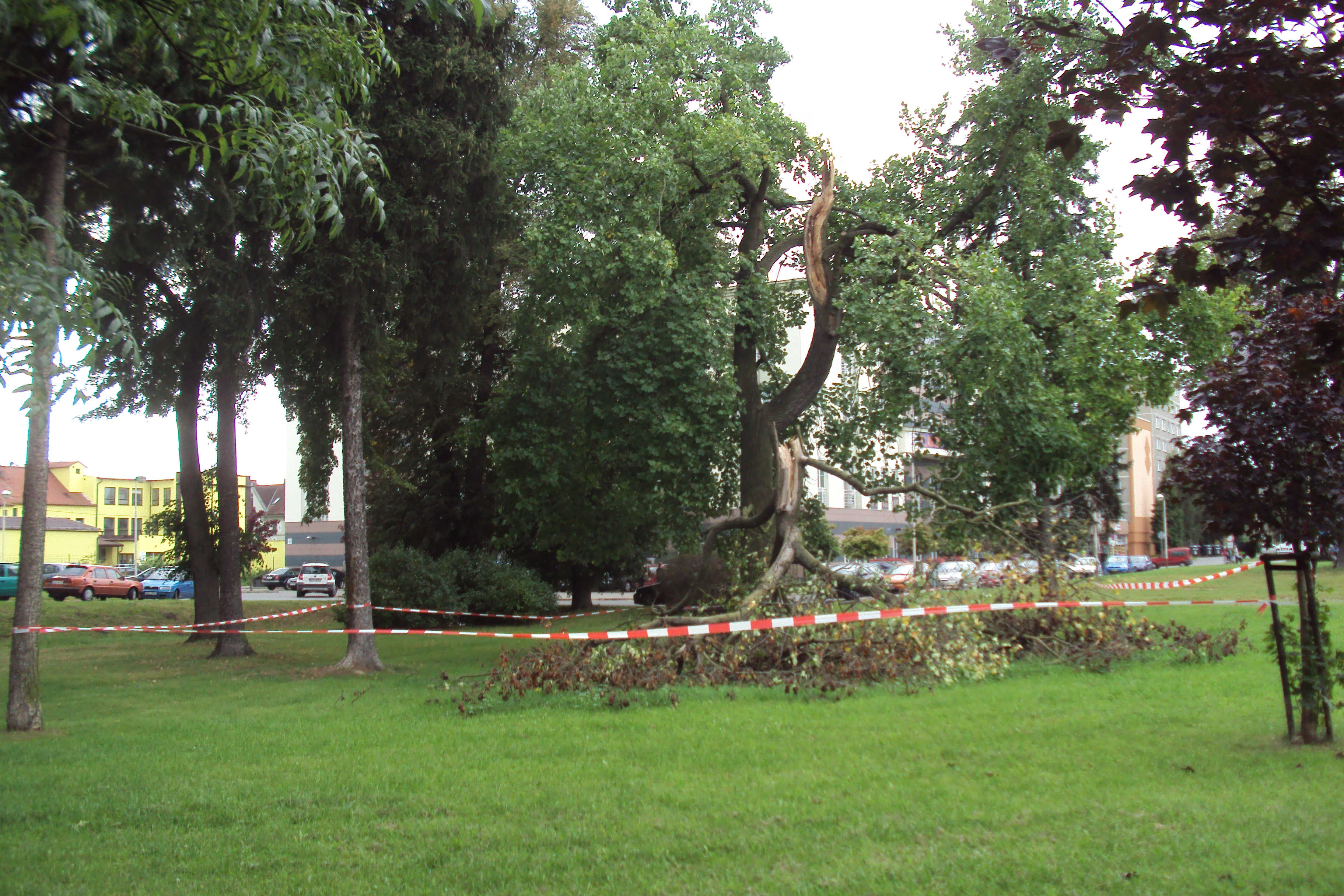
Liliovník po bouři v září 2011

## Zrušené stromy

### Jinan dvoulaločný
Zařazen do seznamu 16. února 2006 pod e.č. 104 689, rostl poblíž budovy Obchodní akademie, zlikvidoval jej orkán Kirill o tři roky později, z evidence vyřazen 7. listopadu 2009

### Lípa ve Staré Lípě
V soupisu byla od 12. ledna 1989 pod číslem 105 295. I kvůli neodbornému ošetření byla zlikvidována, z evidence vyřazena 25. srpna 1994.

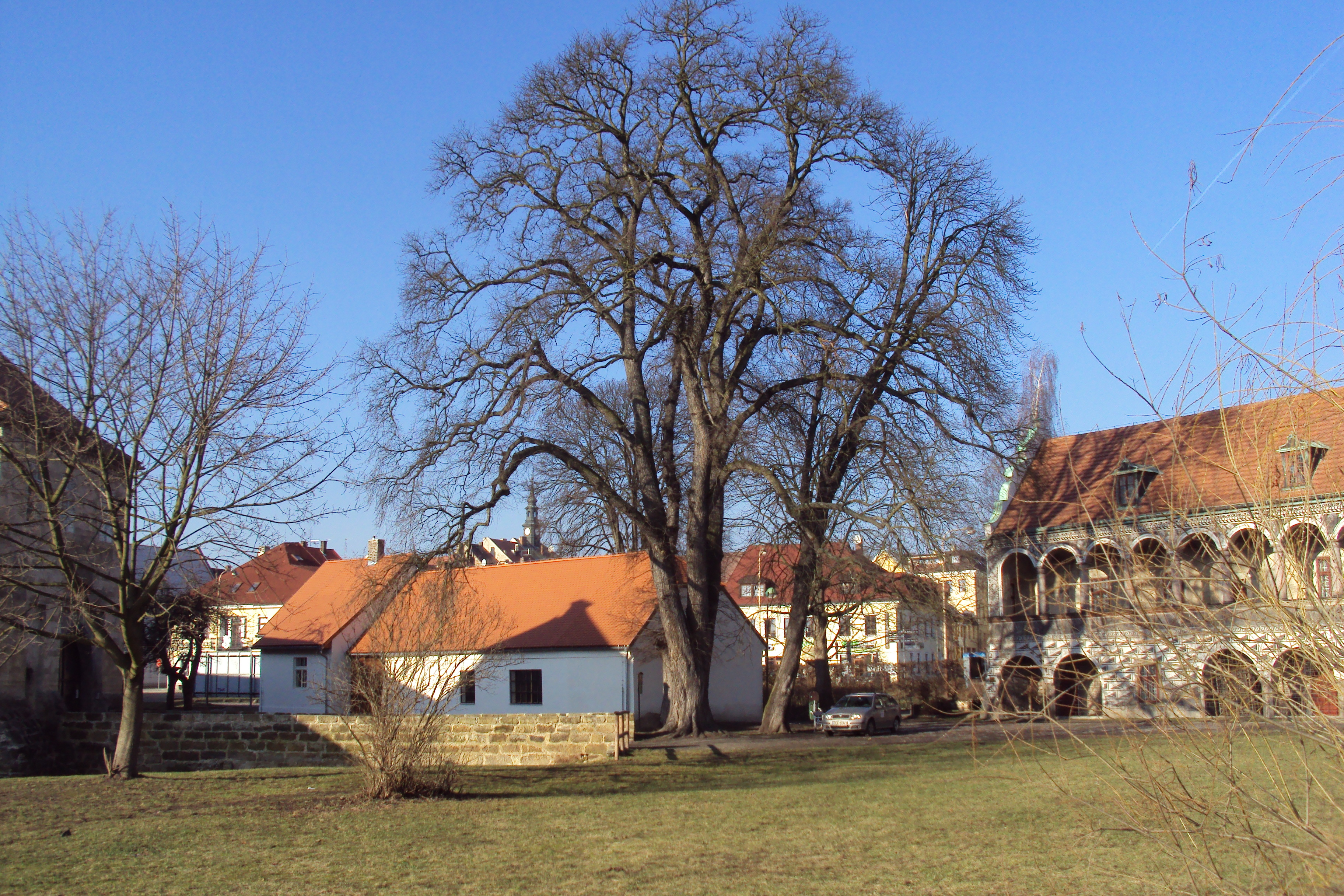
Jilmy poblíž vodního hradu, vpravo Červený letohrádek